# 吸気圧力計

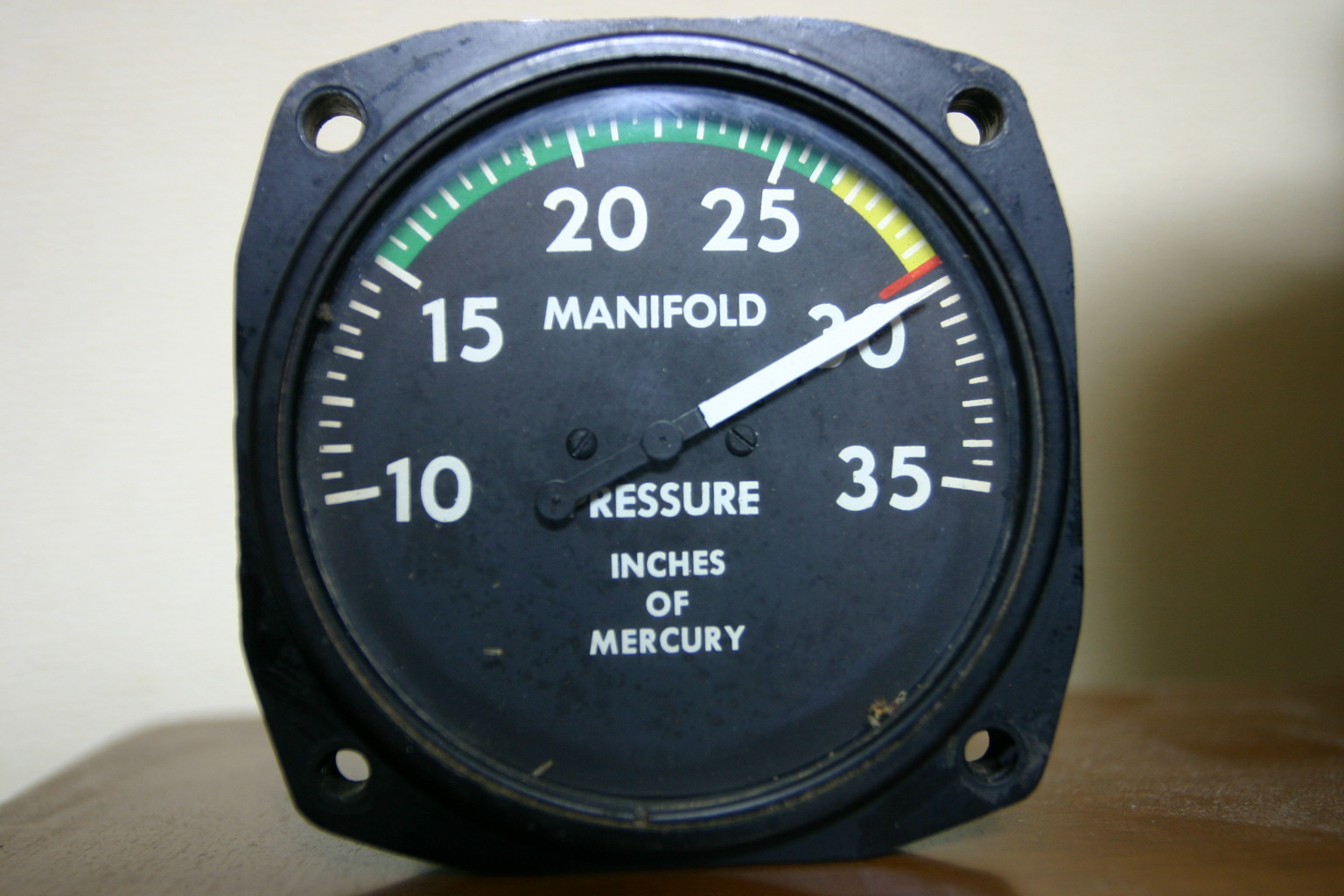
吸気圧力計

吸気圧力計（きゅうきあつりょくけい）は、ピストンエンジンの場合シリンダに吸入される空気、燃料混合気の圧力（マニホールドの圧力）を計測する圧力計である。マニホールド圧力計とも呼ばれている。

## 例
次の例では、自然吸気エンジンで同じエンジン速度と空気温度を想定しています。
条件 1
非常に高い山の頂上で全開スロットル (WOT) で作動しているエンジンのマニホールド圧力は約 50 kPa (基本的にその高高度の気圧計に等しい) です。
条件 2
同じエンジンが海面にある場合、気圧が高いため、WOT より低い (到達する前) 状態で同じ 50 kPa (7.25 psi、14.7 inHG) のマニホールド圧力を達成します。